# Sedasta
Sedasta ferox es una especie de araña araneomorfa de la familia Araneidae. Es el único miembro del género monotípico Sedasta. Es originaria de África occidental.